# Ivánka Zsigmond
Draskóczi és jordánföldi Ivánka Zsigmond (Felsőszemeréd, 1817. június 8. – Felsőszemeréd, 1902. december 26.) politikus, nagybirtokos.

## Életpályája
Ivánka László és Péchy Petronella harmadik gyermeke, Ivánka Imre bátyja. Az 1848–49-es forradalom és szabadságharc idején Hont vármegye ellenzékének egyik legtehetségesebb szónoka volt. A forradalmi országgyűlésnek is tagja volt, az ipolysági kerületet képviselte. A szabadságharc bukása után követte Kossuthot, Vidinbe, Konstantinápolyba, aztán Párizsba menekült. Hazatérése után kiterjedt felsőszemerédi birtokain gazdálkodott. 1865-től a Deák-párt színeiben politizált. Vármegyéje közéletében mindig jelentős szerepet játszott, a helyi ellenzék lelkes vezére volt. Lelkesítő beszédei és a Tisza Kálmán és pártja ellen vívott politikai csatározása országosan ismertté tette nevét. Az országgyűlésnek 1875-ig volt tagja. Politikai ténykedésein felül több gazdasági cikket is írt különböző szaklapokba.

### Családja
Kétszer nősült, előbb rudnói és divékújfalusi Rudnay Etelka (1830–1866) lett a neje 1850-ben, aki 7 gyermeket szült neki:
- Oszkár (1852–1936) jogász, politikus, császári és királyi kamarás; neje: liptószentiváni Szent-Iványi Johanna (1860–?)
- Etelka (1853–?)
- László (1854–1934) huszárfőhadnagy, politikus; 1. neje: Theresia von Trauttenberg bárónő (1856–1920); 2. neje: velikei és bessenyői Skublics Mária (1878–1971)
- Margit (1855–?)
- Leona (1858–1940); férje: nyitrazerdahelyi Zerdahelyi Béla (1855–?)
- Zsigmond (1860–?)
- Gizella (1862–?)
- Ilona (1864–?)

1867-ben, rövid özvegységet követően ismét megnősült, ekkor körösszeghi és adorjáni gróf Csáky Rózsát (1837–1868) vette nőül, gyermekük azonban nem született, és e házasság után hamarosan ismét özvegyen maradt, ezúttal élete végéig.